# Strubby
Strubby är en ort i Storbritannien.   Den ligger i grevskapet Lincolnshire och riksdelen England, i den sydöstra delen av landet, 200 km norr om huvudstaden London. Strubby ligger 10 meter över havet och antalet invånare är 143.
Terrängen runt Strubby är platt. Runt Strubby är det ganska tätbefolkat, med 75 invånare per kvadratkilometer. Närmaste större samhälle är Louth, 14,5 km nordväst om Strubby. Trakten runt Strubby består till största delen av jordbruksmark.